# Filosofía de la economía
La filosofía de la economía se establece como una rama interdisciplinaria que, desde una perspectiva metateórica, indaga en los fundamentos epistemológicos, ontológicos y metodológicos de la ciencia económica. Examina la naturaleza y justificación del conocimiento económico, la solidez de sus modelos y supuestos, y la interacción entre la construcción teórica y la validación empírica. Este campo desglosa las implicaciones filosóficas presentes en la economía normativa, incluyendo la economía del bienestar y la justicia distributiva, y contrasta las diversas aproximaciones metodológicas que configuran la disciplina, desde el realismo científico hasta el formalismo matemático, el empirismo o el racionalismo. Adicionalmente, la filosofía de la economía se entrelaza con la filosofía de las matemáticas y la lógica (abarcando la metalógica, la lógica matemática y la filosofía del lenguaje), la filosofía de la computación (incluyendo la filosofía de la inteligencia artificial), la filosofía de las ciencias sociales y la filosofía de la mente, delineando su ámbito y sus conexiones con otras esferas esenciales del pensamiento filosófico, como la ética en la economía moral.

## Ontología económica (Ontología y Economía)
La ontología económica estudia los elementos que la constituyen y como se relacionan entre sí, estableciendo conexiones entre lo universal, particular, los actos y los participantes (investigación de la naturaleza de lo que existe). Actualmente el desarrollo de ontológico de la economía se ha concentrado en sus aspectos sociales, la ontología social de la economía.

### Ontología social de la economía
Uskali Mäki, en su libro «La visión económica del mundo: estudios sobre la ontología de la economía» (2001) donde analiza el estudio de la ciencia económica para el análisis del comportamiento económico de los agentes económicos y su estructura de la realidad social (organización social).
Tony Lawson, con una posición más heterodoxa, p. ej. tiene una postura contrapuesta de las matemáticas en economía, construye una aproximación ontológica con énfasis en los aspectos sociales de la economía como objeto de estudio, en su libro «Economía y realidad» (1997) y en «La naturaleza de la realidad social: cuestiones de ontología social» (2019). Anteriormente se señalo que tiene una postura contrapuesta de las matemáticas en economía, esto debido a considerar que el énfasis en las matemáticas por la ciencia económica no debe ser absoluta ya que existen mecanismos causales difíciles de capturar con las herramientas matemáticas actualmente desarrolladas, y por tanto, debe abrirse al uso de otras metodologías, buscando un mayor desarrollo en el aspecto social de la economía como lo señala en sus obras (como una filosofía normativa) «Reorientando la economía» (2003) y «Ensayos sobre: La naturaleza y el estado de la economía moderna» (2015). Desarrollando en la Universidad de Cambridge como un programa de la investigación denominado Cambridge Social Ontology Group, este programa de investigación ha producido como resultado la teoría del posicionamiento social.

### Objetos de la economía
¿Qué es el valor económico? ¿Qué es el mercado? Mientras que es posible ofrecer una definición convencional, el objetivo de plantear estas preguntas lleva a ampliar las perspectivas sobre la naturaleza de los principios económicos. Los planteamientos para abordar estas cuestiones que logran mayor aceptación repercuten sobre todo el campo de la economía.

## Epistemología de la economía (Epistemología y Economía)
La epistemología estudia cómo se llega al conocimiento de las cosas. En este caso, con preguntas como:
- ¿Qué tipo de verdad se obtiene de la teoría económica? Por ejemplo, ¿las teorías se refieren a la realidad o a la percepción de los sentidos?
- ¿Cómo se pueden probar las teorías económicas? Por ejemplo, ¿cada teoría económica debe ser verificable empíricamente?
- ¿Cómo de exactas son las teorías económicas? ¿Pueden reclamar el estatus de una ciencia exacta? ¿Son las predicciones económicas tan fidedignas como las predicciones en las ciencias naturales, hasta el punto de establecer leyes? ¿Por qué o por qué no?

Los filósofos de la ciencia han explorado estas cuestiones intensamente desde la publicación de corte popperiano de Mark Blaug "Teoría económica en retrospección" hasta los estudios lakatosianos de Alexander Rosemberg y Daniel Hausman en los 70 o el giro retórico que dado por Deirdre McCloskey.
Los aportes más destacados en la historia del pensamiento económico, inicia con John Stuart Mill en su obra «Un sistema de lógica» (1843), sigue con Milton Friedman en su obra «Ensayos sobre economía positiva» (1953) y luego Dani Rodrik en su obra «Las reglas de la economía: los aciertos y los errores de la ciencia lúgubre» (2015).
Daniel M. Hausman es un filósofo de la economía que ha abordado diversas ramas de la economía, Economía moral, la metodología de la economía, microeconomía, Economía de la salud, Economía financiera  y la Inferencia causal.
Uskali Mäki, ha aportado al estudio de la filosofía de la ciencia, el interés propio, metodología de la economía y las relaciones de interdisciplinariedad.
Un estudio exhaustivo incluyendo su marco histórico es realizada por Mark Blaug en su obra «Teoría económica en retrospectiva» (1962) y de D. Wade Hands, en su obra «Reflexión sin reglas: metodología económica y teoría de la ciencia contemporánea» (2001).
D. Wade Hands, tiene contribuciones en metodología de la economía, complejidad en economía y el criterio de falsabilidad en la economía (aplicación de la filosofía de la ciencia de Karl Popper a la economía).
Mark Blaug, ha desarrollado aportes en el estudio de la metodología de la economía, historia del pensamiento económico
Don Ross (economista) publicó "The Oxford Handbook of Philosophy of Economics" (2017) con Harold Kincaid, una obra de referencia sobre cuestiones filosóficas en la práctica económica, "Philosophy of Economics" (2014), "Economic Theory and Cognitive Science: Microexplanation" (2007), "Distributed Cognition and the Will: Individual Volition and Social Context" (2007) y "Every Thing Must Go: Metaphysics Naturalized" (2007).
Julian Reiss "The Routledge Handbook of the Philosophy of Economics" (2023) con Conrad Heilmann, cubriendo temas como Racionalidad, Cooperación e Interacción, Metodología, Valores, Causalidad y Explicación, Experimentación y Simulación, evidencia y política; "Philosophy of Economics" (2013) cubriendo temas como la Interpretación de los modelos económicos (Racionalidad, Causalidad y modelos), metodología y ética.  
Kevin D. Hoover, en su libro "Causalidad en macroeconomía" (2001) estudia la causalidad en la macroeconomía y estudia la metodología empírica de la macroeconomía en "La metodología de la macroeconomía empírica" (2001).
Erwin Klein publicó "Teorías económicas y sus estructuras relacionales: una caracterización teórico-modelo" en 1998, en donde realiza un análisis de los fundamentos de la economía teórica contemporánea, aplicando la teoría de modelos (semántica formal) y herramientas estándar en la investigación de fundamentos.

### Teoría de juegos y agentes económicos
Es desarrollada entre varias disciplinas, especialmente matemáticas, economía, filosofía, o inteligencia artificial, y es todavía un campo abierto al debate.
La teoría de la decisión está íntimamente relacionada con la teoría de juegos, y es igualmente interdisciplinar. Las aproximaciones filosóficas se centran en la naturaleza de la elección o la preferencia, de la racionalidad, de los riesgos, de la incertidumbre, y de los agentes económicos.
Kenneth Binmore, analizó la teoría de la decisión racional, es decir, de las teorías estándar de la elección y la creencia bajo riesgo e incertidumbre, con énfasis en la teoría de la decisión bayesiana desde su creador, Leonard Savage, en su obra Decisiones racionales (2008).

## Antropología de la ciencia económica (Antropología de la ciencia y Economía)
Ran Spiegler en "The Curious Culture of Economic Theory" (2024) introduce un análisis cultural de la teoría económica, presentando los clásicos modernos de la teoría económica y situándolos en el contexto más amplio de la cultura profesional del campo, abordando preguntas como ¿Cuándo se toma un resultado teórico lo suficientemente en serio para la aplicación económica?; ¿Cómo intentan activamente los teóricos influir en este juicio?; ¿Qué determina si un nuevo subcampo teórico adopta un estilo "puro" o "aplicado"?; ¿Cómo responden los teóricos a la inclinación de los economistas por las explicaciones "racionales" del comportamiento humano?, entre otras.

## Ética económica (Ética y Economía)
Estudia la relación entre la Ética y la Ciencia económica. Se pregunta si es justo mantener o distribuir los bienes económicos. Las aproximaciones conllevan un carácter más filosófico cuando son estudiados los principios: por ejemplo, la Teoría de la Justicia (1971), de John Rawls, o Anarquía, Estado y Utopía (1974), de Robert Nozick.
El utilitarismo es una de las mayores metodologías éticas, Kenneth Binmore analiza sus orígenes en «Los primeros utilitaristas: vidas e ideales» (2021). Binmore también plantea una orientación para desarrollar la filosofía de Epicuro, por medio de la Teoría de juegos y de Teoría de la decisión.
Un manual de referencia es "The Oxford Handbook of Ethics and Economics" (2019) bajo la edición de Mark D. White.

## Estética económica (Estética y Economía)
La estética económica es la rama de la filosofía de la economía que estudia la esencia y la percepción de la belleza y el arte en la economía.
Filosofía del lenguaje y la Estética de la economía es abordada en el tratamiento de la retórica  en la economía, por Deirdre McCloskey.

## Filosofía de la mente de la Economía (Filosofía de la mente y Economía)
La filosofía de la mente de la Economía se ha desarrollado por Don Ross en su obra del 2005, "Economic Theory And Cognitive Science: Microexplanation".
Frances Egan en su obra "Desinflando la representación mental" (2025) crea una visión intermedia entre las formas interpretativas en filosofía de la mente sobre las representaciones mentales, actualmente estudiadas en economía por los economistas cognitivos, la cual denomina como  "explicación deflacionaria de la representación mental", aceptando como una interpretación correcta de las causas de la conducta por medio de una construcción ficticia útil y pragmática.

## Filosofía política y Economía
Kenneth Binmore analiza la filosofía del contrato social en sus libros "Teoría de juegos y el contrato social, Volumen 1: Juego limpio" (1994) y "Teoría de juegos y el contrato social, vol. 2: Simplemente jugando" (1998). En su libro "Justicia Natural" (2005) en el interconecta fundamentos morales con la teoría del contrato social.
Amartya Sen en sus libros "La idea de la justicia" (2011) y en "El desarrollo como libertad" (2011) realiza una contribución al estudio de la filosofía política.

## Axiología económica (Axiología y Economía)
La axiología económica se define como el campo de estudio que analiza la génesis, la estructura y la función de los valores y juicios de valor inherentes a la actividad económica y su formalización en la teoría económica, como son el análisis de la naturaleza de las preferencias y el bienestar, y la teoría del valor. 
Daniel M. Hausman, en su obra "Preferencia, valor, elección y bienestar" (2011), aborda el análisis de las preferencias y del bienestar dentro de la teoría económica. En este trabajo, también señala áreas específicas que requieren un mayor desarrollo teórico.

## Figuras importantes

### Figuras importantes en la historia del pensamiento económico
- Adam Smith
- David Ricardo
- John Stuart Mill
- John Rawls
- Murray Rothbard
- John Maynard Keynes
- Amartya Sen
- Lionel Robbins
- Milton Friedman
- Friedrich Hayek
- Ludwig von Mises
- Paul Samuelson
- Kenneth Arrow
- Karl Marx
- Deirdre McCloskey

### Figuras importantes en la filosofía de la economía
- Mark Blaug
- Kenneth Binmore
- Daniel M. Hausman
- D. Wade Hands
- Uskali Mäki
- Amartya Sen

### Otros contribuidores a la filosofía de la economía
- John Roemer (filosofía política)
- Deirdre McCloskey (Historia económica)
- Dani Rodrik (Política económica internacional)